# Evilmainya
"Evilmainya" es una canción de Grace Jones, lanzado como sencillo en 1993. Se usó en la banda sonora de la película animada Freddie as F.R.O.7.

## Lista canciones
- Italy CD, Maxi-Single (NSCD 6 )[1]

1. "Evilmainya" (Mix Club) (4:26)
2. "Evilmainya" (Edición de Álbum) (3:37)
3. "Evilmainya" (Otro Remix) (5:47)
4. "Evilmainya" (Remix Extendido) (4:40)

- Italy Vinyl, 12" (NMX 1100)[2]

1. "Evilmainya" (Mix Club) (4:23)
2. "Evilmainya" (Edición Original) (3:37)
3. "Evilmainya" (Otro Mix) (5:47)
4. "Evilmainya" (Mix Extendido) (4:40)

- Freddie As F.R.O.7. - Original Motion Picture Soundtrack Cassette (7 3333 35821-4, 7 3333 35821-4 )[3]

- A3

1. Evilmainya (3:37)